# Никола Ракочевић
Никола Ракочевић (Крагујевац, 27. јун 1983) српски је позоришни, телевизијски и филмски глумац.
Прва филмску улогу остварио је филму Добро позната ствар, док своје запаженије улоге остварује у филмовима Шејтанов ратник и Шишање.

## Награде
- Награда за најбољу мушку улогу за филм Кругови у Нишу 2013
- Награда за глумца друге фестивалске вечери за филм Скидање у Нишу 2013
- Награда за најбољу мушку улогу у филму Шишање на фестивалу Цинема Цити 2011
- Награда "Ардалион" за најбољег младог глумца 2008.[3]
- Награда Политике "Авдо Мујчиновић" за улогу Зорана (понекад Марка) у представи Барбело, о писма и деци, Југословенски позоришни фестивал, Ужице 2008.
- Награда из Фонда "Дара Чаленић-Даринка" за најбољег младог глумца, за улогу Зорана (понекад Марка) у представи Барбело, о псима и деци, 53. Стеријино позорје, Нови Сад 2007.[3]

## Филмографија
| Год.       | Назив                              | Улога                  |
| ---------- | ---------------------------------- | ---------------------- |
| 2000.-те   |                                    |                        |
| 2002.      | Добро позната ствар (кратки филм)  | Мирко                  |
| 2003.      | Таксиста (кратки филм)             | Нападач                |
| 2003.      | Мјешовити брак (серија)            | Раденко                |
| 2004.      | Карађорђе и позориште              | Устаник                |
| 2004.      | Улични ходач (кратки филм)         | Реља                   |
| 2005–2008. | Љубав, навика, паника (серија)     | Алекса                 |
| 2006.      | Синовци                            | Милан Срећковић        |
| 2006.      | Шејтанов ратник                    | Новица Марјановић      |
| 2007.      | Милан (кратки филм)                | Огњен                  |
| 2007.      | С. О. С. - Спасите наше душе       | Стражар на граници     |
| 2007.      | Премијер (серија)                  | Гокси                  |
| 2009.      | Живот и смрт порно банде           | позоришни глумац       |
| 2009.      | У пролазу                          |                        |
| 2009.      | Сјене                              | Гаврило Принцип        |
| 2008–2009. | Горки плодови (серија)             | Милорад/Монах Серафим  |
| 2010.-те   |                                    |                        |
| 2010.      | Тотално нови талас                 | Коста                  |
| 2010.      | Жена са сломљеним носем            | Марко                  |
| 2010.      | Шишање                             | Новица Марјановић      |
| 2011.      | Мој рођак са села (серија)         | Мурат                  |
| 2011.      | Октобар                            |                        |
| 2011.      | Игра истине                        | Вања                   |
| 2012–2014. | Војна академија                    | Милан Лакићевић-"Лаки" |
| 2012−2014. | Фолк                               | Нино                   |
| 2013.      | С/Кидање                           | Реља                   |
| 2013.      | Кругови                            | Богдан                 |
| 2013.      | Војна академија 2                  | Милан Лакићевић Лаки   |
| 2014.      | Травелатор                         | Слав                   |
| 2014.      | Сјене                              | Гаврило Принцип        |
| 2014.      | Бранио сам Младу Босну             | Рудолф Цистлер         |
| 2015.      | Бранио сам Младу Босну (ТВ серија) | Рудолф Цистлер         |
| 2015.      | Небо изнад нас                     | Бојан                  |
| 2015.      | Видимо се у Венецији               | Драган                 |
| 2015.      | Последњи пантери                   | Аднан Целик            |
| 2016.      | Транзиција                         | Еди                    |
| 2016.      | Вере и завере                      | Балтазар Шултајс       |
| 2016.      | ЗГ 80                              | Пеђа                   |
| 2016.      | Оно мало части                     | млади Танаско Ракић    |
| 2016−2017. | Сумњива лица                       | Милорад Цвијовић       |
| 2018.      | Јутро ће променити све             | Филип Кнежевић         |
| 2019.      | Тhe Outpost                        | Броган                 |
| 2020.-те   |                                    |                        |
| 2020.      | Отац                               | Радоје                 |
| 2020.      | Кости                              | Мирко Ковач            |
| 2020.      | Државни службеник                  | Стефан                 |
| 2021.      | Певачица                           | Менаџер                |
| 2021.      | Келти                              | ујак                   |
| 2022.      | Мрак                               | свештеник Доситеј      |
| 2023.      | Бранилац                           | Драгомир Трандафиловић |
| 2023.      | Поред тебе                         | Новица                 |
| 2023.      | Хероји Халијарда                   | Мирко Јовић            |
| 2024.      | Време смрти (ТВ серија)            | Паун Алексић           |
| 2024.      | Ваздушни мост                      | Мирко Јовић            |
| 2024.      | Буди Бог с нама                    |                        |
| 2024.      | За данас толико                    |                        |
| 2025.      | Ђенерал                            | Драгољуб Михаиловић    |